# Luigi Cito Filomarino
Luigi Cito Filomarino, né à Fiesole le 3 juin 1861 et mort à Rome le 20 juin 1931, est un amiral italien.